# Condylobelba agathis
Condylobelba agathis är en kvalsterart som beskrevs av Sandór Mahunka 200. Condylobelba agathis ingår i släktet Condylobelba och familjen Suctobelbidae. Inga underarter finns listade i Catalogue of Life.